# Dziwna
Ej att förväxla med floderna med namnet Dvina.

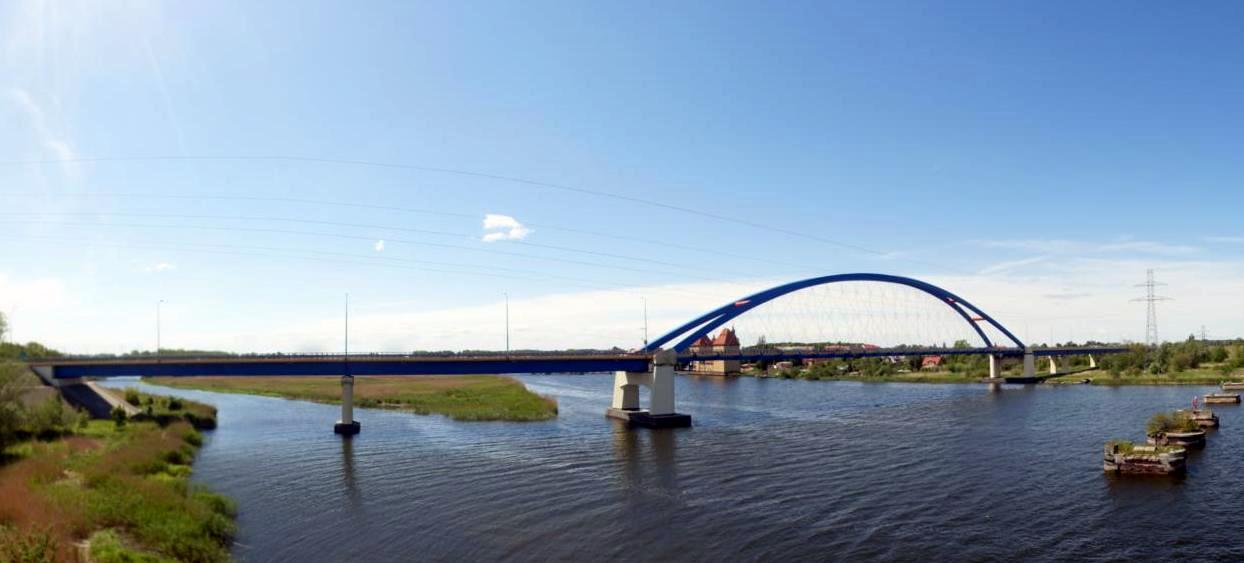
Bron över sundet vid staden Wolin.

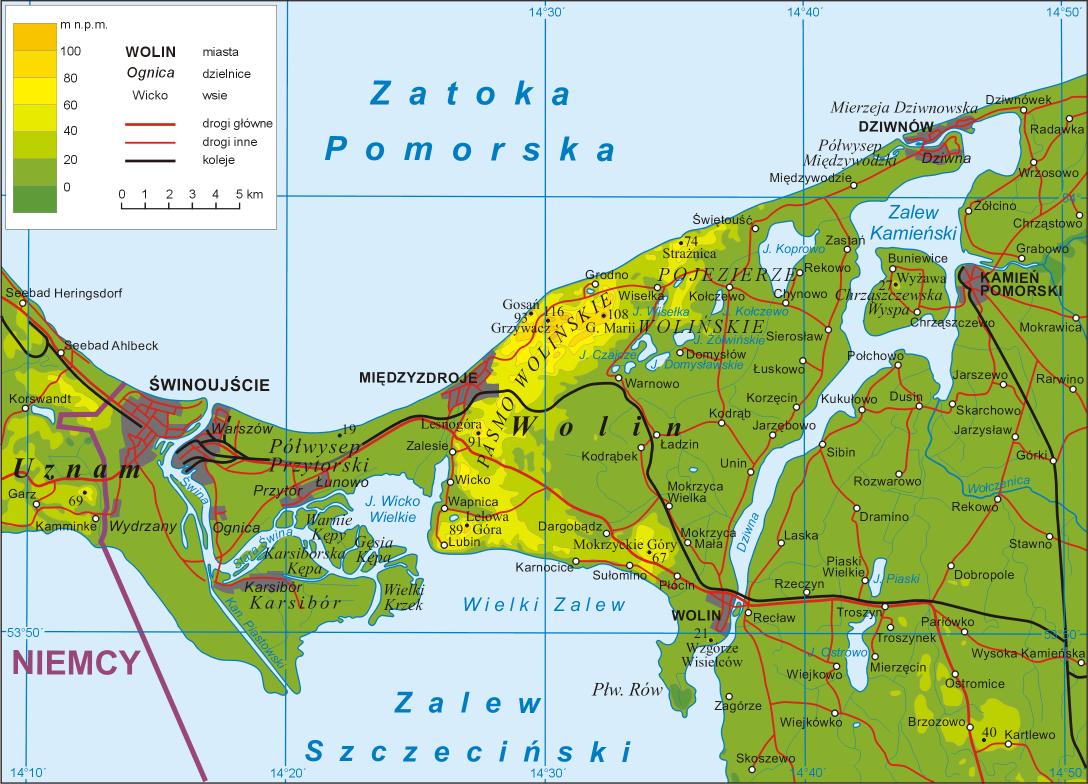
Karta över regionen.

Dziwna (tyska: Dievenow) är ett omkring 35 km långt sund och vattendrag i Västpommerns vojvodskap i nordvästra Polen. Sundet är det östligaste av floden Oders och Oderlagunens tre utlopp i Östersjön och skiljer det polska fastlandet från ön Wolin.
Vid sundet ligger städerna Wolin, Kamień Pomorski och Dziwnów. Broar över sundet finns vid Wolin och Dziwnów.